# Agastache mexicana
Espèce
Classification phylogénétique
Agastache mexicana, communément appelée agastache mexicaine, agastache mentholée ou hysope mexicaine, est une espèce de plantes à fleurs de la famille des Lamiaceae (Labiées), tribu des Mentheae, genre Agastache. C'est une plante herbacée cultivée comme plante ornementale, aromatique et condimentaire.

Elle est également utilisée comme plante mellifère.
Outre l'aspect décoratif de ses épis floraux lavande, rouges, roses ou blanc elle est quelquefois employée comme herbe aromatique.
Bien que vivace dans son aire d'extension, sa durée de vie est courte (typiquement annuelle) sous les climats tempérés. De ce fait, on lui préfère souvent l'Agastache foeniculum.
Étymologie : « agastache » vient du grec agatos qui signifie admirable.

## Caractéristiques botaniques
- Plante vivace sous les climats chauds et secs, mais durée de vie de quelques années, voire annuelle sous climat tempéré.
- Tige : vigoureuses touffes dressées (80cm à 1m).
- Floraison : juillet à octobre. Petites fleurs tubulaires disposées en denses épis terminaux de quatre à huit centimètres, de couleur rouge à blanc et exhalant au froissage un puissant parfum d'anis ou de bergamote.
- Graines : extrêmement fines.
- Feuilles lancéolées, duveteuses, grossièrement dentelées.
- Racines traçantes.

## Principaux cultivars
- Agastache mexicana 'Bourg-la-Reine'.
- Agastache mexicana 'Red Fortune' ®.
- Agastache mexicana 'Sangria'.

L'agastache mexicaine s'hybride très facilement avec les autres espèces d'agastache. Il est donc prudent de ne pas mélanger les espèces dans le même jardin si l'on veut conserver une souche pure. 

## Culture
Agastache mexicana est une plante vivace sous les climats chauds mais de courte durée de vie (annuelle) sous climat tempéré. Elle craint les gelées.
Elle sait s'adapter à la plupart des types de sols (y compris calcaires ou argileux) à condition qu'ils soient correctement drainés. Elle préfère une exposition ensoleillée.
Elle est capable de se resemer et, de ce fait, peut devenir envahissante.
Pas de maladies ou de ravageurs (mais à protéger des limaces et escargots).

## Histoire
Agastache mexicana est originaire  d'Amérique centrale et du Mexique.

## Utilisation
En Europe, compte tenu de sa faible durée de vie, elle est surtout plantée à titre décoratif dans les massifs floraux renouvelés annuellement.
Elle possède cependant les mêmes qualités aromatiques que les autres agastaches.
Ses feuilles peuvent s'utiliser en infusion ou dans la cuisine. Les fleurs peuvent décorer les plats.
Les fleurs séchées se conservent bien en bouquets.

## Synonymes
- Dracocephalum mexicanum Kunth
- Cedronella mexicana (Kunth) Benth.
- Brittonastrum mexicanum (Kunth) Briq.